# Geografia e ecologia dos Everglades

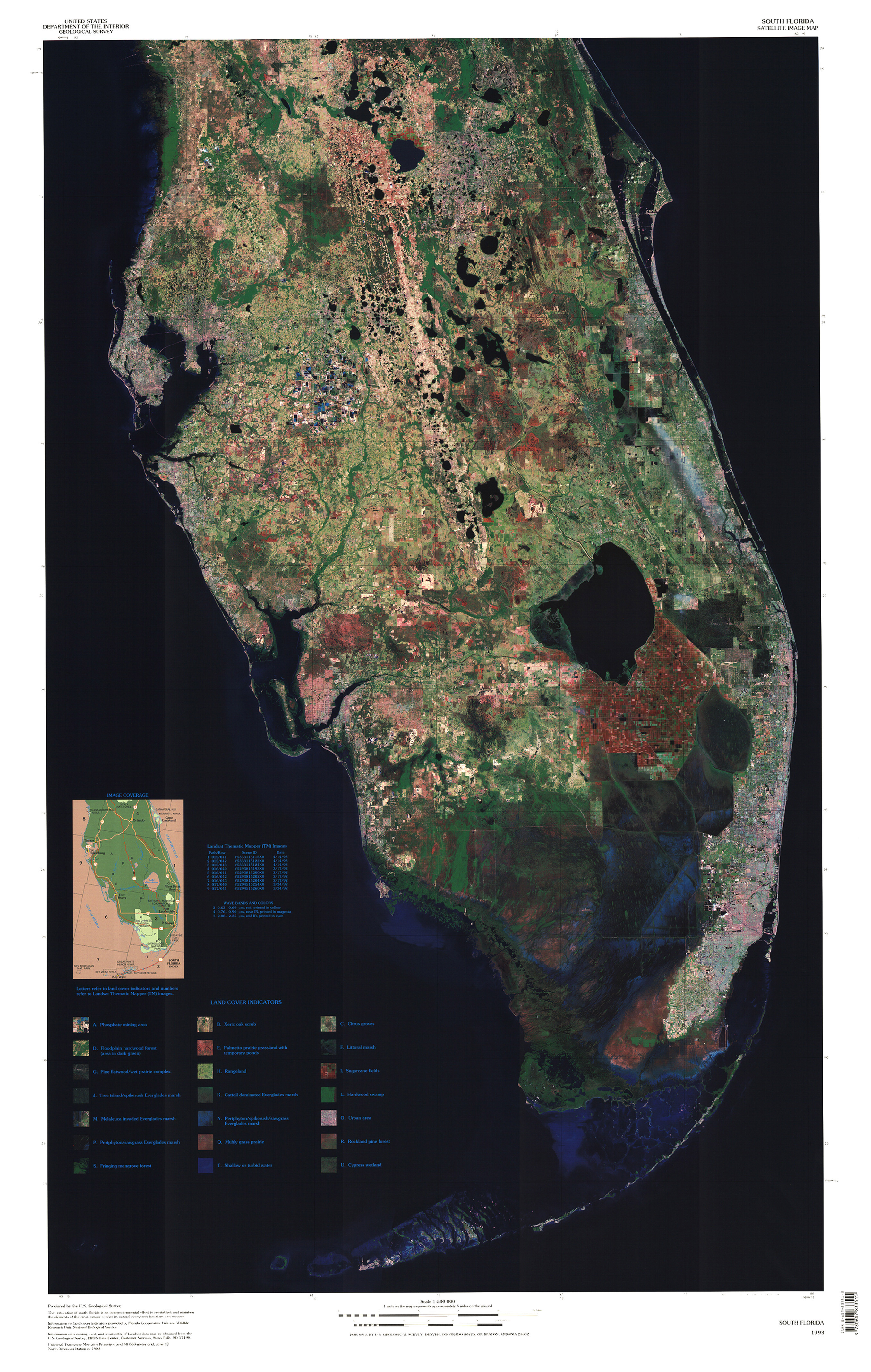
Imagem de satélite da parte inferior da península da Flórida, destacando áreas escuras ao sul do lago Okeechobee como os Everglades e o pântano Big Cypress. A área avermelhada ao redor do grande lago interior é a Área Agrícola dos Everglades.

Imagem de satélite de março de 2019 mostrando o sudeste dos Everglades, incluindo o cabo Sable e a baía da Flórida. Miami está à direita.

Antes da drenagem [en], os Everglades, uma região de áreas úmidas tropicais no sul da Flórida, consistiam em uma rede entrelaçada de pauls e pradarias cobrindo cerca de 10.360 km². Os Everglades formam uma vasta bacia hidrográfica que historicamente se estendia do lago Okeechobee, a cerca de 160 km ao sul, até a baía da Flórida, abrangendo aproximadamente um terço da península sul da Flórida, além de diversos ecossistemas interconectados dentro de um limite geográfico. A região é tão singular pela combinação de água, terra e clima que tanto o singular quanto o plural são apropriados para se referir aos Everglades. Em 1947, Marjory Stoneman Douglas descreveu a área de forma definitiva em sua obra, usando a metáfora "Rio de Grama" para ilustrar a fusão entre água e vida vegetal.
Embora o capim-serra e os pântanos sejam os ícones geográficos predominantes dos Everglades, outros ecossistemas são igualmente essenciais, com limites muitas vezes sutis ou inexistentes. Florestas de pinheiros e formações ilhas tropicais florestais elevadas (tropical hardwood hammocks) estão espalhadas entre os canais; as árvores, enraizadas em solo ligeiramente acima do turfa, marga ou água, sustentam uma rica diversidade de vida selvagem. Os ciprestes, cujas raízes se adaptam para crescer submersas por meses, incluem exemplares antigos e altos. O pântano Big Cypress é conhecido por ciprestes de 500 anos, embora cúpulas de ciprestes apareçam em várias partes dos Everglades. À medida que a água doce do lago Okeechobee flui para a baía da Flórida, encontra água salgada do golfo do México, formando florestas de manguezais na zona de transição, que servem como berçários e áreas de nidificação para aves, peixes e invertebrados. O ambiente marinho da baía da Flórida também é considerado parte dos Everglades, pois suas ervas marinhas e vida aquática dependem da descarga constante de água doce.
Esses sistemas ecológicos estão em constante transformação devido a fatores ambientais. Características geográficas como as planíces florestais (flatwoods) ocidentais e orientais, e a dorsal costal Atlântica [en] influenciam os padrões de drenagem. Elementos geológicos, clima, e a frequência de tempestades e incêndios moldam os Everglades, sustentando e alterando os ecossistemas no vale do rio Shark, no pântano Big Cypress, nas áreas costeiras e nas florestas de manguezais. Esses ecossistemas são descritos como frágeis e resilientes, com pequenas flutuações nos níveis de água impactando significativamente plantas e animais, enquanto o sistema como um todo se adapta a cada mudança.

## Processos de formação dos ecossistemas
Com apenas 5.000 anos, os Everglades são uma região jovem em termos geológicos. Seus ecossistemas estão em fluxo constante devido à interação de três fatores principais: o tipo e a quantidade de água presente, a geologia da região e a frequência e intensidade dos incêndios.

### Água

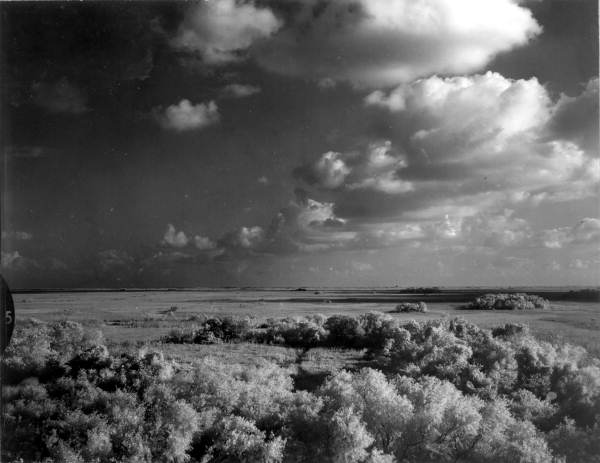
Uma tempestade sobre o rio Shark nos Everglades, 1966
Foto: Charles Barron / Biblioteca e Arquivos do Estado da Flórida

A água é o elemento dominante nos Everglades, moldando a paisagem, a vegetação e a vida animal do sul da Flórida. O clima da região, outrora árido e semiárido com períodos úmidos, mudou entre 10.000 e 20.000 anos atrás, quando o nível do mar subiu, submergindo partes da península da Flórida e elevando o lençol freático. A água doce saturou o calcário, erodindo-o e criando nascentes e sumidouros. A abundância de água doce permitiu o crescimento de uma nova vegetação, e a evaporação gerou tempestades. A chuva ligeiramente ácida dissolveu o calcário, que se desgastou, expondo a água subterrânea à superfície e formando um vasto ecossistema de áreas úmidas. Apesar de parecer plana, a erosão do calcário criou vales e planaltos sutis — diferenças de centímetros na elevação — que afetam o fluxo da água e os tipos de vegetação.
Os Everglades são únicos, pois nenhum outro sistema de áreas úmidas no mundo é nutrido principalmente pela atmosfera. Antes da primeira tentativa de drenagem em 1882, a bacia hidrográfica se estendia de Orlando até a baía da Flórida, abrangendo a bacia Kissimmee–lago Okeechobee–Everglades (KLOE). O rio Kissimmee deságua no lago Okeechobee, situado a 5,5 m acima do nível do mar. Há apenas duas estações nos Everglades: chuvosa (maio a novembro) e seca (dezembro a abril). A precipitação média anual é de cerca de 157 cm, embora variações sejam comuns. Secas, inundações e tempestades tropicais são eventos normais na área. Quando o lago Okeechobee excede sua capacidade na estação chuvosa, a água transborda lentamente pela borda sul, fluindo por 160 km até a baía da Flórida. A inclinação é tão suave que o rio avança a apenas 0,61 m por minuto. O capim-serra prospera nesse rio, dominando os pântanos de água doce e canais, sendo a principal característica da região.
Eventos climáticos severos, como tempestades tropicais e furacões, também afetam a estrutura dos Everglades. Entre 1871 e 2003, 40 ciclones tropicais atingiram a região, geralmente a cada um a três anos. Essas tempestades alteram a costa, removem vegetação em decomposição dos estuários, arrancam galhos enfraquecidos das árvores e dispersam sementes, pólen e materiais vegetais. O furacão Donna [en], em 1960, afetou 310 km² de florestas de manguezais ao depositar marga sobre as raízes, privando as árvores de oxigênio. Ele também eliminou orquídeas, bromélias e outras epífitas que prosperavam nos manguezais; sua recuperação pode levar um século ou mais. Donna também espalhou espécies como o mangue-de-botão (Conocarpus erectus), plantas do gênero Salicornia e epífitas começaram a crescer em novas áreas. Embora os efeitos duradouros do furacão Andrew, em 1992, ainda sejam incertos, ele destruiu florestas de manguezais e pinheiros. A regeneração foi rápida e a areia depositada pela maré melhorou as condições de nidificação para crocodilos-americanos (Crocodylus acutus) e tartarugas-marinhas.

### Geologia
Um vasto pântano só pôde se formar devido às formações rochosas subjacentes no sul da Flórida. O fundo dos Everglades formou-se entre 25 milhões e 2 milhões de anos atrás, quando a península da Flórida era um fundo marinho raso. A península foi coberta pelo mar pelo menos sete vezes desde a formação da rocha mais antiga. A rocha que compõe o solo dos Everglades é calcário, formado por camadas de carbonato de cálcio comprimidas pela água do oceano. Fósseis de briozoários e pequenas conchas, ou ooides, tornam o calcário poroso, armazenando água de um ano para outro. O tempo que uma área permanece inundada, conhecido como hidroperíodo, determina os tipos de solo e vegetação presentes.
Hidroperíodos curtos, de três ou quatro meses, favorecem o crescimento de perifíton: algas e outros microrganismos cobertos por cristais de carbonato de cálcio. O perifíton é a base da marga, uma lama calcítica. Em áreas com hidroperíodos superiores a nove meses, a turfa se acumula ao longo de centenas ou milhares de anos devido à decomposição lenta de matéria vegetal. Turfa e marga são solos pobres em nutrientes que sustentam vegetação especializada, dependendo da duração do hidroperíodo.
Cinco tipos de turfa ocorrem nos Everglades, cada um suportando vegetação específica, como capim-serra, ilhas florestais ou anonáceas. A acumulação de turfa é possível porque a água impede a rápida decomposição da matéria vegetal por oxigênio. Quando a turfa atinge a superfície, o oxigênio reage com microrganismos, decompondo-a rapidamente em um processo chamado subsidência. Tentativas iniciais de agricultura perto do lago Okeechobee foram bem-sucedidas, mas os nutrientes da turfa se esgotaram rapidamente ao secar, sendo degradados por bactérias. A turfa seca queimou ou foi convertida em dióxido de carbono e água por microrganismos. Algumas casas próximas às primeiras fazendas precisaram elevar suas fundações sobre estacas conforme a turfa se deteriorava; outras áreas perderam cerca de 2,4 m de profundidade do solo. Entre os anos 1880 e 2005, estima-se que 3,4 bilhões de toneladas métricas de solo foram perdidas nos Everglades devido à oxidação, principalmente na Área Agrícola dos Everglades [en] (EAA), com menor perda no Parque Nacional Everglades.

### Incêndios

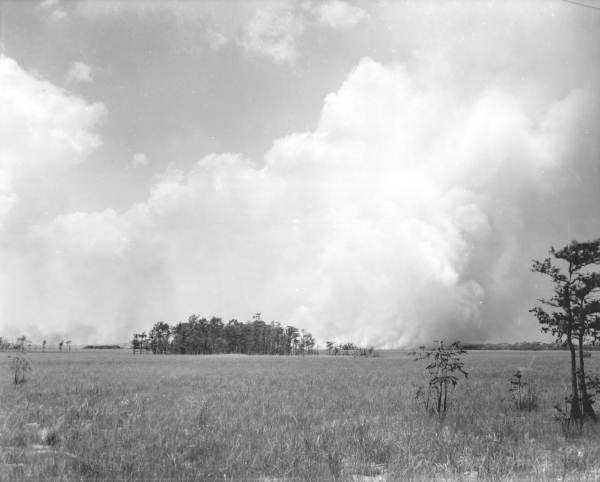
Incêndio perto de uma cúpula de ciprestes na área do rio Turner no início dos anos 1920

Os incêndios são outro elemento crucial na manutenção dos Everglades. A maioria é causada por raios durante tempestades na estação chuvosa. Seus efeitos são geralmente superficiais, promovendo o crescimento vegetal: o capim-serra queima acima da água, mas suas raízes são preservadas. Nos pântanos de capim-serra, os incêndios impedem a invasão de arbustos e árvores maiores, liberando nutrientes da matéria vegetal em decomposição mais eficientemente que a decomposição. Áreas queimadas extensas afetam o fluxo de água, pois vento e água fluem livremente sem o capim-serra; a água pode correr duas a três vezes mais rápido em áreas recém-queimadas. Na estação chuvosa, apenas matéria vegetal morta e as pontas das plantas queimam; na estação seca, entretanto, os incêndios, alimentados pela turfa orgânica, podem queimar profundamente, destruindo sistemas radiculares. A única barreira à propagação do fogo é a presença de água. Leva cerca de 225 anos para formar 30 cm de turfa, mas sua densidade é menor do que o esperado para os 5.000 anos de existência dos Everglades, com os incêndios sendo apontados como a causa.
Pesquisadores observaram que os incêndios ocorrem em ciclos associados aos hidroperíodos. O primeiro ciclo é o dos incêndios anuais da estação chuvosa, frequentes no verão, mas rapidamente extintos. Incêndios na estação seca são mais raros devido à falta de raios, mas seus danos podem ser mais extensos. Um ciclo mais longo, de dez a quatorze anos, coincide com ciclos hídricos influenciados por condições climáticas globais, podendo ser numerosos e pouco impactantes ou raros e catastróficos. O terceiro ciclo, com frequência de 550 anos, está associado a secas severas. Camadas de carvão detectadas na turfa indicam que a região enfrentou incêndios intensos por anos, embora essa tendência pareça ter diminuído desde cerca de 940 a.C.

## Características dos ecossistemas

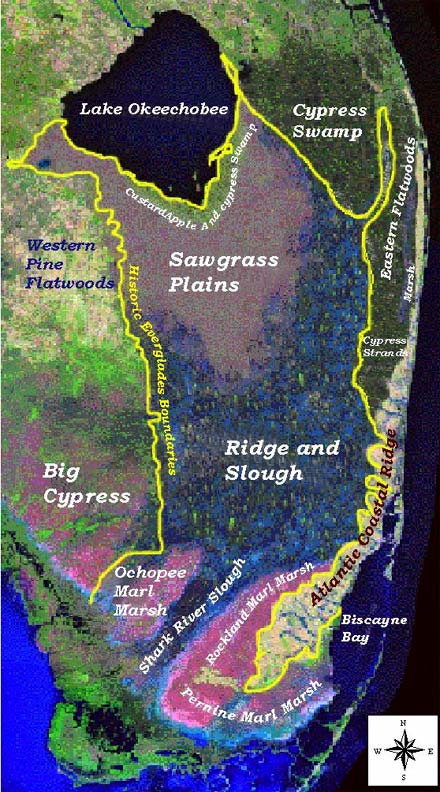
Principais tipos de paisagem nos Everglades antes da ação humana. Fonte: U.S. Geological Survey

Os Everglades são dominados pelo capim-serra em áreas alagadas, o "Rio de Grama" popularizado por Marjory Stoneman Douglas em 1947. Esse "rio" abriga uma ampla variedade de plantas e animais. O ambientalista americano Gifford Pinchot descreveu os Everglades como "uma região tão distinta que mal parece pertencer aos Estados Unidos. É cheia da vida mais vívida e interessante na terra, no ar e na água. É uma terra de estranheza, separada das coisas comuns que todos conhecemos bem".
O capim-serra cresce em pradarias ou faixas entre canais de água em um rio raso de 160 km de comprimento e 97 km de largura, fluindo do lago Okeechobee até a baía da Flórida. Alguns autores chamam a combinação de capim-serra e água de "verdadeiros Everglades" ou simplesmente "os Glades". Antes das primeiras tentativas de drenagem em 1905, o fluxo laminar, ou rio raso e largo que começava no lago Okeechobee, ocupava quase um terço da península inferior da Flórida. Embora o capim-serra seja a característica principal, outros ecossistemas estão dispersos entre os pântanos e pradarias, com limites por vezes imperceptíveis.

### Pântano de capim-serra
A maioria dos pântanos nos Everglades é dominada pela ciperácea, conhecida como capim-serra. Essa planta tem um caule em forma de V tridimensional com dentes voltados para cima. O capim-serra prospera na água em movimento lento, mas pode morrer se o oxigênio não alcançar suas raízes, sendo especialmente vulnerável a inundações logo após um incêndio. Pode atingir até 1,8 m de altura, e ao sul do lago Okeechobee chega a 3 m. Mais ao sul, onde a turfa é menos rica, geralmente cresce até 1,2 m em manchas, diferentemente das pradarias das áreas superiores. O hidroperíodo do pântano é geralmente de nove meses, mas pode ser mais longo. Em hidroperíodos mais curtos, a marga pode se formar em vez da turfa.
Onde o capim-serra cresce densamente, poucos animais ou plantas sobrevivem, embora jacarés do gênero Alligator frequentemente escolham esses locais para nidificação. Em áreas mais abertas, o perifíton cresce, aparecendo como tapetes ou pedaços marrons em forma de salsicha. O perifíton é composto principalmente por algas, mas mais de 100 microrganismos contribuem para sua formação. Insetos larvais e anfíbios dependem do perifíton, que por sua vez alimenta aves, peixes e répteis. O perifíton também absorve cálcio da água, criando marga onde o capim-serra se enraíza.

### Canais de água doce
Os canais são cursos de água livre entre os pântanos de capim-serra. São mais profundos que os pântanos, com cerca de 0,9 m, e podem permanecer inundados por pelo menos 11 meses ao ano, ou até por vários anos seguidos. As camadas de turfa que sustentam o capim-serra são ligeiramente elevadas e podem surgir abruptamente, criando bordas de grama. As transições entre esses sistemas são chamadas de paisagens de elevações e canais (ridge-and-slough). Animais aquáticos como tartarugas, jacarés jovens, cobras e peixes vivem nos canais, alimentando-se geralmente de invertebrados aquáticos, como ampulários [en]. Plantas submersas ou flutuantes, como Utricularia, nenúfares e golfão-amarelo (Nuphar lutea subsp. lutea), crescem nesses ambientes. Os principais canais nos Everglades incluem o canal do rio Shark [en], que deságua na baía da Flórida, o canal Lostmans, próximo ao Big Cypress, e o canal Taylor [en], no leste dos Everglades.

### Pradaria úmida

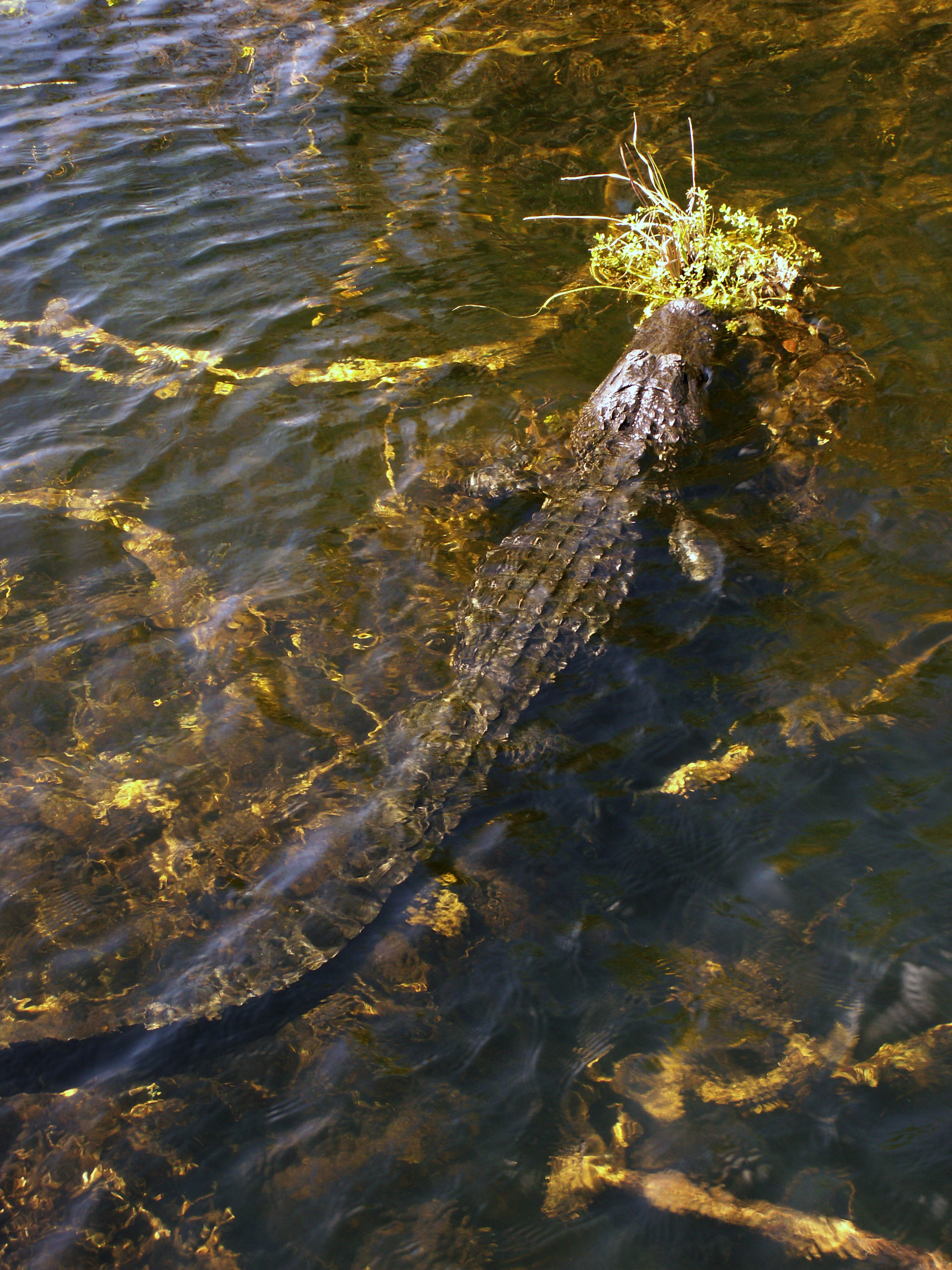
Um jacaré entre fios de perifíton nos Everglades

Existem dois tipos de pradarias úmidas nos Everglades: de marga e de pântano aquático. As pradarias úmidas são ligeiramente elevadas como os pântanos de capim-serra, mas possuem grande diversidade vegetal. As pradarias de marga ocorrem onde a marga cobre o calcário, que pode se projetar em pináculos ou erodir em buracos de solução (solution holes), depressões formadas pelos mesmos processos que criam sumidouros. Esses buracos, porém, não alcançam o lençol freático, sendo preenchidos por água da chuva. A superfície fica inundada de três a sete meses por ano, com água geralmente a apenas 10 cm de profundidade. A marga, formada por camadas de perifíton frouxamente aderidas ao calcário, torna-se uma lama cinza ou branca ao secar. Quando inundada, suporta várias plantas aquáticas, e ciprestes-dos-pântanos (Taxodium ascendens) podem crescer por centenas de anos, embora não ultrapassem 3 m de altura. Os buracos de solução podem permanecer inundados mesmo quando as pradarias estão secas, abrigando invertebrados aquáticos como lagostins e caramujos, além de anfíbios larvais que alimentam aves limícolas jovens. Nas áreas onde predomina a turfa, forma-se uma comunidade de pântano aquático, com hidroperíodo mais longo que o da pradaria de marga, mas com menor diversidade vegetal. Essas regiões geralmente estão na fronteira entre canais e pântanos de capim-serra.
Jacarés criam um nicho ecológico nas pradarias úmidas, cavando pontos baixos com garras e focinhos para formar lagoas livres de vegetação que permanecem submersas na estação seca. Esses buracos de jacaré são essenciais para a sobrevivência de invertebrados aquáticos, tartarugas, peixes, pequenos mamíferos e aves durante secas prolongadas, servindo também como fonte de alimento para os jacarés.

### Ilhas tropicais florestais elevadas

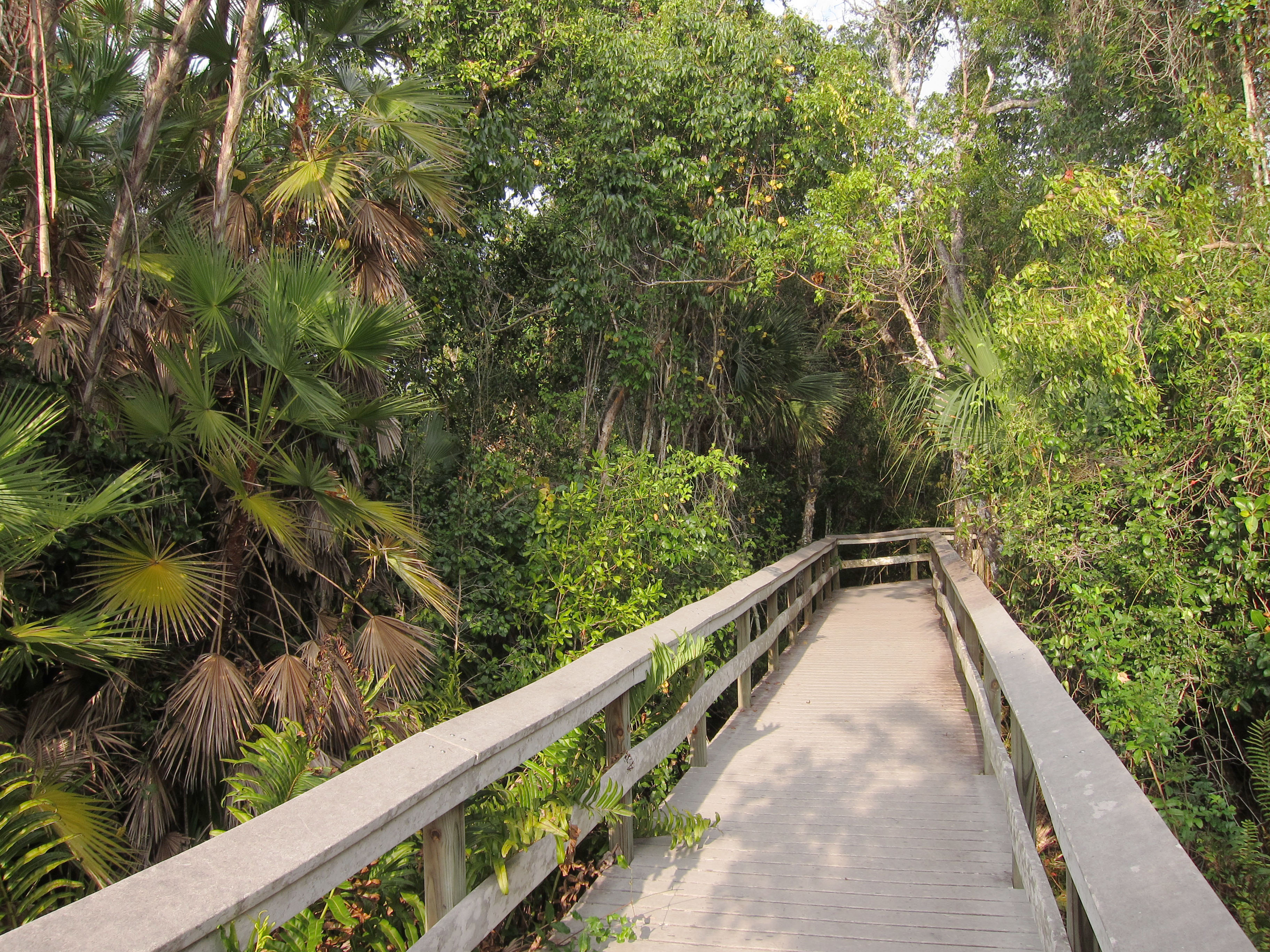
Em uma ilha de árvores tropicais, as plantas são muito densas e diversificadas.

Ilhas de árvores tropicais ou temperadas de madeira densa são chamadas de ilhas tropicais florestais elevadas (tropical hardwood hammock). Elas se elevam entre 0,3 e 0,9 m acima do nível da água em canais de água doce, pântanos de capim-serra ou florestas de pinheiros. Essas ilhas mostram a dificuldade de classificar o clima dos Everglades como tropical ou subtropical. No norte, as ilhas têm mais espécies temperadas, mas perto da baía da Flórida, as árvores são tropicais, com arbustos menores predominando. Árvores tropicais como o mogno-das-índias-ocidentais (Swietenia mahagoni) provavelmente foram disseminadas por aves trazendo sementes das Índias Ocidentais.
Essas ilhas se formam em áreas ligeiramente elevadas, intocadas por incêndios profundos de turfa ou platôs de calcário que se erguem alguns centímetros acima da turfa circundante. As ilhas tropicais florestais elevadas apresentam uma mistura de árvores subtropicais e de madeira densa, crescendo em aglomerados adensados, como os carvalhos Quercus virginiana [en], gumbo-limbo (Bursera simaruba), palmeiras-reais-de-cuba (Roystonea regia), Metopium toxiferum [en] e Sideroxylon salicifolium [en]. Perto da base, palmeiras-da-serra (Serenoa repens) afiadas tornam as ilhas difíceis de penetrar. A água nos canais flui ao redor das ilhas, criando fossos. Embora alguns ecossistemas dependam de incêndios, as ilhas podem levar décadas ou séculos para se recuperar, tornando os fossos essenciais para sua proteção. As ilhas variam de tamanho, geralmente entre 0,4 e 4 hectares, e a água fluindo ao redor limita seu tamanho, dando-lhes uma aparência de gota vista de cima. A altura das árvores é limitada por fatores como geada, raios e vento, raramente excedendo 16,8 m.
Figueiras-douradas [en] são comuns nas ilhas, enraizando-se facilmente nas copas de palmeiras de sabal-da-Flórida [en]. Após se fixarem no solo, criam estruturas complexas ao redor da árvore hospedeira, eventualmente sufocando-a ao bloquear luz e nutrientes. Invertebrados como besouros, formigas, aranhas e caracois sustentam uma cadeia alimentar que inclui sapos, corujas, outras aves de rapina, serpentes, roedores, linces-pardos e guaxinins. Há mais de 50 variedades de caracois conhecidos como tree snails nos Everglades, com padrões de cor únicos em ilhas isoladas.
As ilhas tropicais florestais elevadas foram exploradas por madeira, especialmente por construtores navais buscando mogno-das-índias-ocidentais e Krugiodendron ferreum. As árvores mais maduras foram removidas até o final do século XVIII. Os seminoles estabeleceram aldeias nessas ilhas no final do século XIX e início do XX, vivendo em grupos de meia dúzia de chickees [en], com um central para cozinhar e outro para comer. Canoas escavadas, utensílios de cozinha, destiladores e máquinas de costura ainda podem ser encontrados em locais remotos.

#### Bayheadsewillowheads
Algumas ilhas são dominadas por vegetação relacionada à quantidade de água ou tipo de solo. A maioria das ilhas florestais elevadas cria um solo fino e pobre sobre o calcário, chamado húmus, formado por matéria vegetal em decomposição e umidade retida pelas árvores. Quando a turfa forma a camada superior, desenvolvem-se bayheads, dominadas por árvores como Magnólia virginiana, além de Ilex decidua [en], mirta-de-cera (Myrica cerifera) e guajuru (Chrysobalanus icaco). Willowheads, dominadas por salgueiros da espécie Salix caroliniana [en], surgem onde o hidroperíodo é longo, geralmente ao redor de buracos de solução ou de jacaré, podendo cercá-los e dar uma aparência de rosquinha vista de cima.

## Planícies florestais e a dorsal costal Atlântica

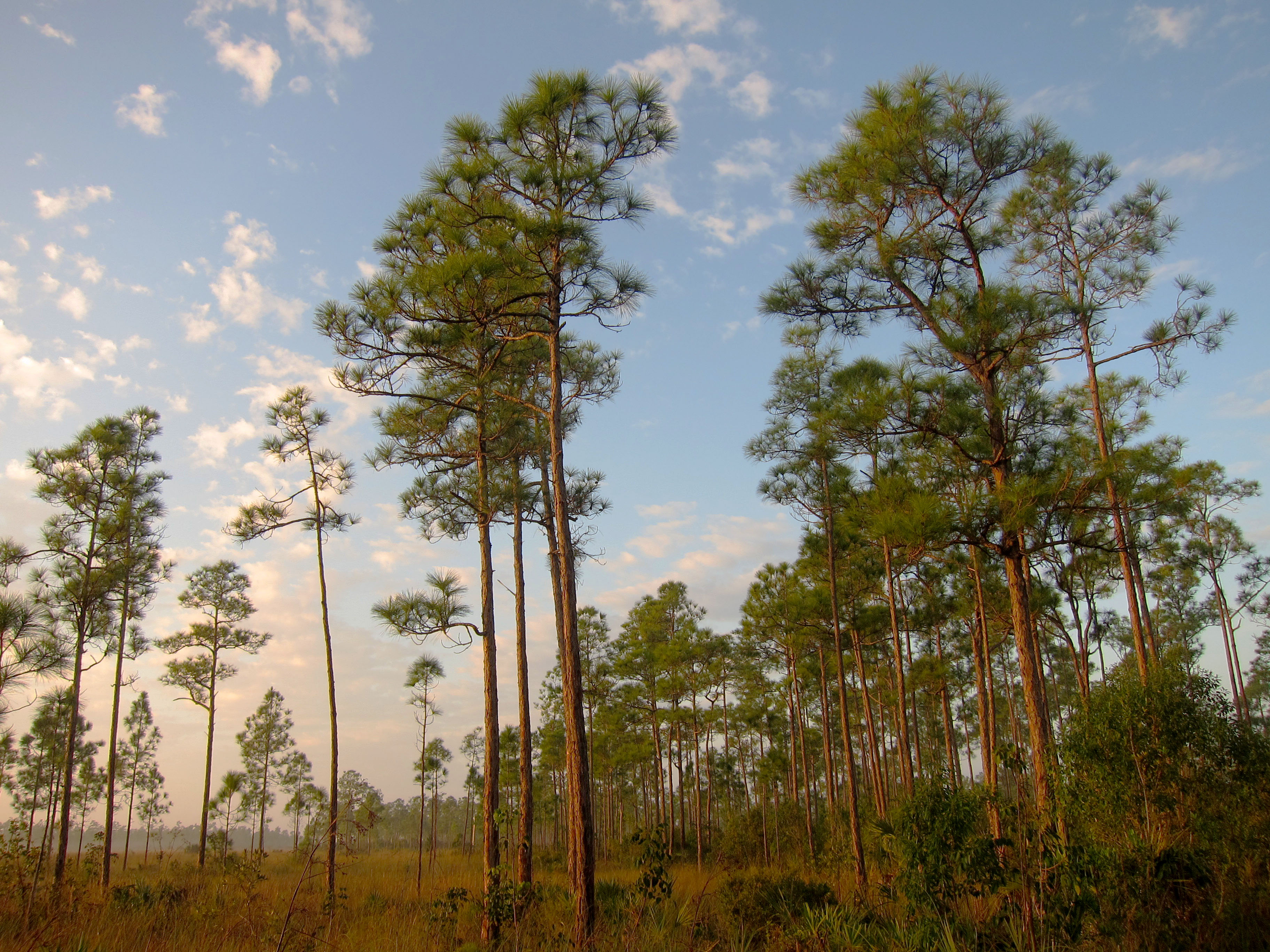
O ecossistema de pinheiros rochosos é dominado por pinheiros-americanos e arbustos como palmeiras-da-serra.

As pradarias e canais dos Everglades são margeados por duas áreas de solo arenoso mal drenado em ambos os lados do lago Okeechobee: as planícies florestais (flatwoods) orientais, e as planícies florestais ocidentais ao norte do pântano Big Cypress. O ecossistema predominante nessas planíces é a floresta de pinheiros, mas há também pântanos de ciprestes e canais nas planícies orientais. Ao longo da borda leste dos Everglades, a dorsal costal Atlântica eleva-se a 6 m, curvando-se para o sudoeste e diminuindo gradualmente até encontrar o canal Taylor. A dorsal impede que a água dos Everglades flua para o oceano Atlântico a leste, direcionando-a para o sudoeste até a baía da Flórida. A região metropolitana do sul da Flórida ocupa parte da dorsal, e a paisagem mudou drasticamente nos últimos 100 anos devido ao crescimento urbano.

### Florestas rochosas de pinheiros
As florestas rochosas de pinheiros (pine rocklands) são encontrados em substratos irregulares de calcário com pináculos e buracos de solução. Existem três locais principais: a dorsal de Miami, que vai de Miami até a ilha Long Pine Key, perto da entrada principal do Parque Nacional Everglades; o arquipélago Florida Keys; e o pântano Big Cypress. A característica mais marcante é o pinheiro-americano (Pinus elliottii), que alcança 6,7 m de altura. Esses pinheiros dependem de incêndios para sua manutenção, sendo adaptados para promovê-los e resistir a eles. Estão nas partes mais altas dos Everglades, com hidroperíodo mínimo, embora alguns solos possam ter buracos ou poças inundados por alguns meses. O solo arenoso é coberto por agulhas (folhas) secas de pinheiro, altamente inflamáveis. A casca desses pinheiros os isola do calor. Os incêndios eliminam a vegetação concorrente e abrem as pinhas para germinação das sementes. Sem incêndios significativos, as florestas rochosas de pinheiros podem se transformar em ilhas florestais elevadas, com árvores maiores superando os pinheiros. Arbustos do sub-bosque, como palmeira-da-serra (Serenoa repens), palmeira-de-leque (Sabal palmetto) e Miconia bicolor [en], são resistentes ao fogo. O grupo mais diverso de plantas é o das ervas, com cerca de duas dúzias de espécies, contendo tubérculos que permitem brotos rápidos após queimadas.
A vida selvagem nos pinheiros rochosos é diversa. Em algumas florestas, 15 espécies de aves podem ser encontradas, como o mariquita-dos-pinheiros [en] (Setophaga pinus), o pica-pau-de-ventre-vermelho [en] (Melanerpes carolinus) e o pedro-ceroulo (Sturnella magna). Mais de 20 espécies de répteis e anfíbios foram registradas, incluindo o anolis-verde (Anolis carolinensis), a rã-leopardo-do-sul [en] (Lithobates sphenocephalus) e a corredora-negra-do-sul [en] (Coluber constrictor ssp. priapus). Mamíferos como a pantera-da-Flórida (Puma concolor ssp. coryi), criticamente ameaçada, o urso-negro-da-Flórida [en] (Ursus americanus ) e vários tipos de morcegos também habitam a área.
Antes do desenvolvimento urbano no sul da Flórida, os pinheiros rochosos cobriam cerca de 65.400 hectares no condado de Miami-Dade. Nas décadas de 1930 e 1940, foram amplamente desmatados por urbanização e indústria madeireira. Dentro do Parque Nacional Everglades, 8.030 hectares estão protegidos, mas fora do parque, apenas 720 hectares permaneciam em 1990, com tamanho médio de 4,9 hectares. O pinheiro-americano é resistente a cupins e denso, dificultando a inserção de pregos. Em 1984, foi protegido por uma ordenança do condado, após grande depleção. A falta de compreensão do papel do fogo também contribuiu para seu desaparecimento, com incêndios naturais sendo extintos e as florestas rochosas de pinheiro se transformando em ilhas florestais elevadas. Hoje, incêndios controlados ocorrem no Parque Nacional Everglades a cada três a sete anos.

## O Big Cypress
A oeste das pradarias de capim-serra e canais está o pântano Big Cypress, comumente chamado "O Big Cypress", referindo-se à sua extensão, não à altura ou diâmetro das árvores. Ocupa a maior parte do condado de Collier; em sua medida mais limitada, cobre 3.108 km², mas sua bacia hidrológica é quase o dobro disso. O Big Cypress é ligeiramente elevado, alcançando 6,7 m em seu ponto mais alto, descendo gradualmente até a costa por cerca de 56 km. Devido à abundância de árvores, é classificado como pântano, não como um pântano de gramíneas.
A bacia do Big Cypress recebe, em média, 140 cm de água na estação chuvosa. A maior parte do pântano repousa sobre uma rocha coberta por uma fina camada de calcário com quartzo, criando um solo arenoso que abriga diversas plantas. A maioria das árvores é composta por ciprestes-calvos (Taxodium distichum) e ciprestes-dos-pântanos (Taxodium ascendens), coníferas adaptadas a condições inundadas, com troncos reforçados e projeções de raízes acima da água, chamadas "joelhos".
Ciprestes na área podem viver por centenas de anos; alguns gigantes atingem 39,6 m e têm 500 anos, embora sejam apenas de sétima ou oitava geração. Poucos sobreviveram às operações madeireiras das décadas de 1930 e 1940. Assim, grande parte do Big Cypress é protegida por agências federais ou estaduais, como a Reserva Nacional Big Cypress, o Santuário do Pântano Corkscrew [en], a Reserva Estadual Fakahatchee Strand [en] e duas reservas indígenas.

### "Cabeças" de ciprestes

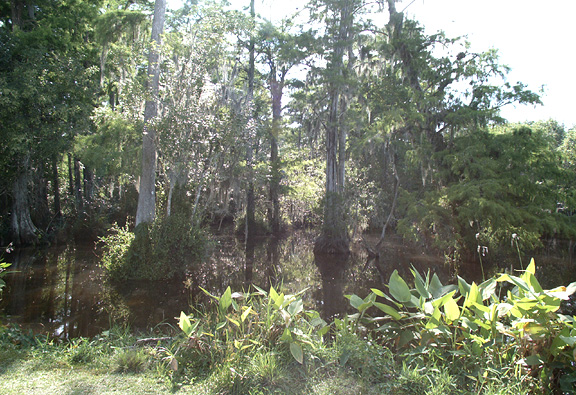
Uma lagoa no Big Cypress

Embora o Big Cypress seja o maior agrupamento de pântanos de ciprestes no sul da Flórida, esses pântanos — assim como partes dos pântanos de capim-serra — também são encontrados perto da dorsal costal Atlântica e entre o lago Okeechobee e as planícies florestais orientais. Ilhas florestais elevadas e florestas de pinheiros frequentemente se misturam ao ecossistema de ciprestes. Assim como ilhas de árvores chamadas "cabeças" (heads), os ciprestes crescem em formações que lembram cúpulas, com os troncos mais altos e grossos no centro, enraizados na turfa mais profunda. Conforme a turfa afina, os ciprestes continuam crescendo, mas menores e mais finos, dando à floresta a aparência de uma cúpula. Eles também crescem em faixas, ligeiramente elevadas em platôs de calcário e cercados por canais em dois lados. Outras árvores de madeira dura, como bordo-vermelho (Acer rubrum), Persea palustris [en] e alguns freixos (Fraxinus caroliniana [en]), aparecem nas cúpulas de ciprestes. Se os ciprestes forem removidos, árvores de madeira densa assumem, e o ecossistema é reclassificado como floresta mista de pântano.
Por reterem umidade e bloquearem a luz solar, as cúpulas e faixas de ciprestes favorecem plantas como orquídeas, bromélias e samambaias. Orquídeas florescem o ano todo nas cúpulas, e bromélias aparecem em várias espécies; na faixa Fakahatchee, treze espécies foram documentadas. Bromélias coletam umidade da chuva e da umidade em suas bases, nutrindo sapos, lagartos e insetos. Cabeças-seca (Mycteria americana) nidificam quase exclusivamente em florestas de ciprestes e, nos últimos 100 anos, sofreram declínio drástico, provavelmente devido à falta de reprodução ligada ao controle de água. Seus ciclos reprodutivos coincidem com a estação seca, quando peixes pequenos e anfíbios ficam presos em poças rasas. Quando a água de canais ou eclusas é liberada cedo demais ou não é liberada, as cegonhas não encontram comida suficiente. Estima-se que 20.000 cegonhas nidificavam no Big Cypress na década de 1930, mas na década de 1990, menos de 2.000 foram contadas.

## Manguezais e pradaria costeira

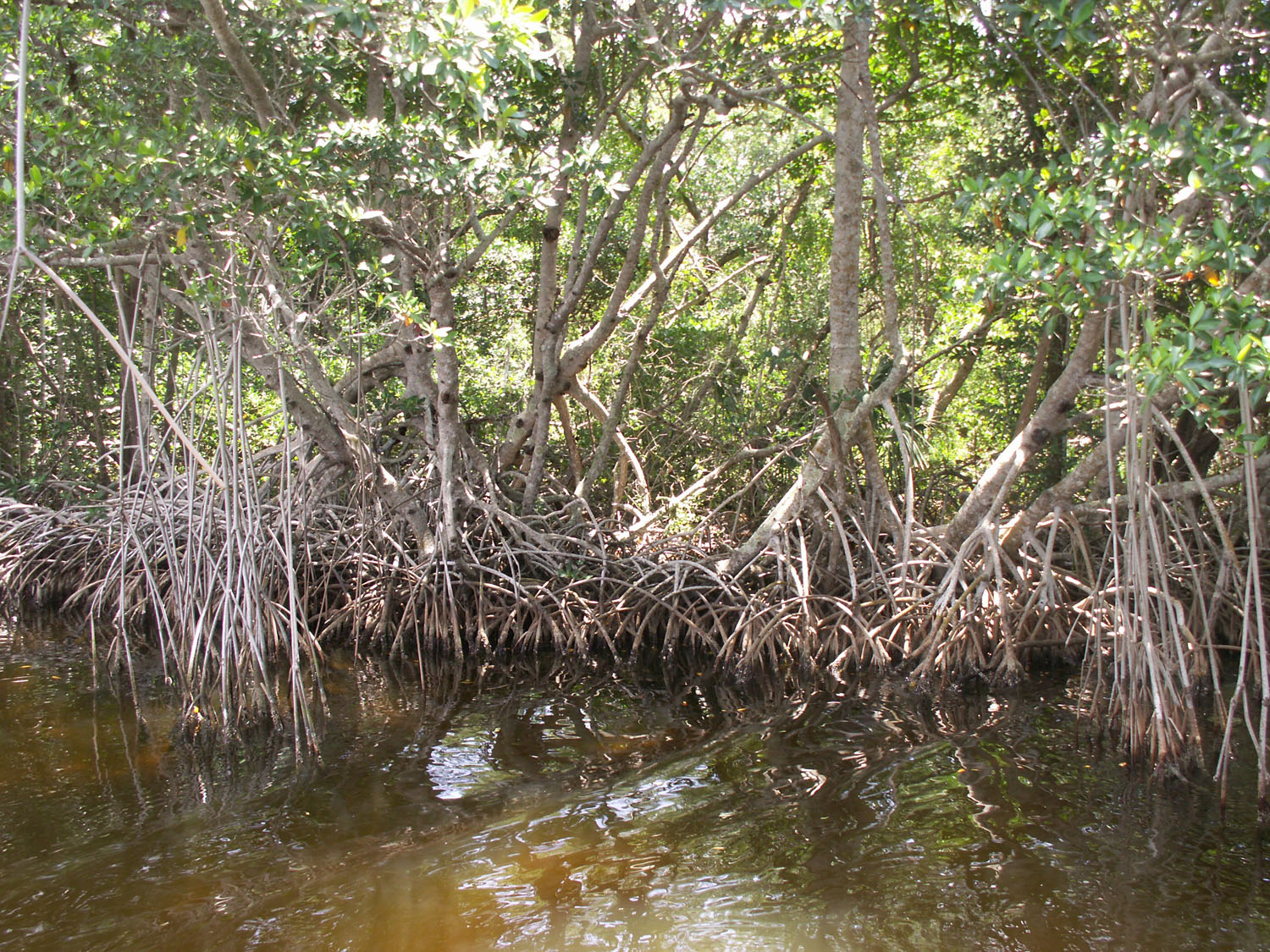
Árvores de mangue-vermelho margeando um canal nos Everglades perto de Flamingo

A água do lago Okeechobee e do Big Cypress eventualmente flui para o oceano. Na zona de transição onde água doce encontra água salgada, os manguezais prosperam, adaptados a ambos os tipos de água. Essa mistura salobra de água e sistemas de manguezais, entrecruzada por centenas de riachos de maré, abriga um ecossistema altamente produtivo. A profundidade dessas zonas depende do fluxo de água dos Everglades. Na estação chuvosa, a água doce inunda a baía da Flórida, e o capim-serra aparece perto da costa. Em anos mais secos, a água salgada avança para a pradaria costeira, um ecossistema que protege os pântanos de água doce ao absorver água do mar. Manguezais crescem em ecossistemas de água doce quando a água salgada avança para o interior. Os Everglades possuem o sistema contínuo de manguezais mais extenso do mundo. As florestas de manguezais das Dez Mil Ilhas [en] cobrem quase 81.000 hectares.

### Manguezais
Três espécies de manguezais existem na região: mangue-vermelho (Rhizophora mangle), mangue-preto (Avicennia germinans) e mangue-branco (Laguncularia racemosa), embora de famílias diferentes. Todas toleram sal, água salobra e doce, crescem em solo pobre em oxigênio e sobrevivem a mudanças drásticas no nível da água. Mangues-pretos e brancos excretam sal por baixo das folhas, enquanto os vermelhos filtram a salinidade da água do mar. Todas as espécies protegem a costa durante tempestades severas. O mangue-vermelho, por exemplo, tem raízes extensas que retêm sedimentos, estabilizando a costa e adicionando terra ao capturar areia e vegetação em decomposição. Os três tipos também absorvem a energia de ondas e marés de tempestade.
Os estuários funcionam como criadouros para alevinos e berçários para crustáceos. Camarões, ostras, caranguejos, búzios, berbigões e caramujos prosperam nessas águas, assim como os caranguejos-ferradura-do-atlântico (Limulus polyphemus) primitivos. A região sustenta uma indústria de camarão-café-do-sul (Farfantepenaeus duorarum) de 59 milhões de dólares por ano e uma indústria de caranguejo (Menippe mercenaria) da Flórida de 22 milhões de dólares anuais. Entre 80 e 90% das espécies comercialmente exploradas na Flórida nascem ou passam tempo nas águas rasas perto dos Everglades. Ostras e manguezais trabalham juntos para construir a costa. A areia ao redor contém partículas brancas de quartzo e conchas finas. Quando as correntes são favoráveis, ostras crescem em colônias, depositando conchas que reforçam o leito. Sementes de manguezais, chamadas propágulos, são embriões completos que flutuam até encontrar um local favorável, frequentemente em leitos de ostras, onde se enraízam e eliminam concorrentes.
Manguezais também são excelentes locais de nidificação para aves. Aves pernaltas, como colhereiro-americano (Platalea ajaja), garças e garça-tricolor (Egretta tricolor), usam os manguezais como berçários devido à proximidade de fontes de alimento e proteção contra predadores. Milhares de aves podem nidificar ao mesmo tempo, criando colônias barulhentas e desordenadas, mas seus excrementos fertilizam os manguezais. Aves costeiras como ralídeos (saracuras), esternídeos (andorinhas-do-mar) e larídeos (gaivotas); aves mergulhadoras como pelicanídeos (pelicanos) e podicipedídeos (mergulhões); e aves de rapina como águias-pescadoras (Pandion haliaetus), gaviões (acipitrídeos) e abutres estão entre as mais de 100 espécies que utilizam os manguezais dos Everglades para criar seus filhotes.

## Baía da Flórida

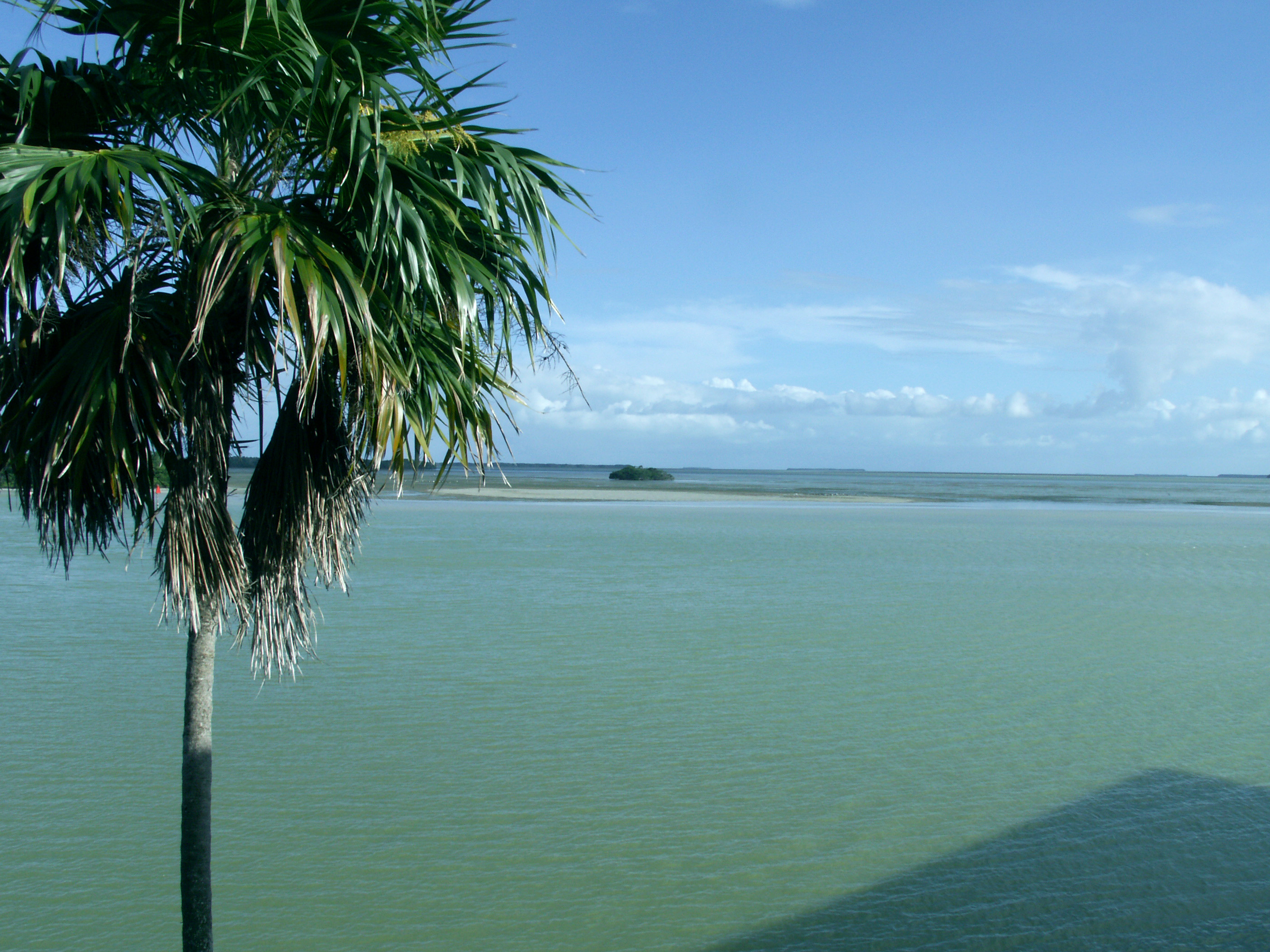
Um grupo de manguezais ao longe, baía da Flórida em Flamingo

Como grande parte da costa e estuários internos é formada por manguezais — sem fronteira clara entre os pântanos costeiros e a baía —, os ecossistemas da baía da Flórida são considerados parte dos Everglades. Mais de 2.072 km² da baía da Flórida estão protegidos pelo Parque Nacional Everglades, o maior corpo d'água dentro dos limites do parque. Há cerca de cem ilhotas na baía, muitas delas florestas de manguezais. Ilhas maiores podem ser ocupadas por ilhas florestais elevadas. As bordas externas das Dez Mil Ilhas e do cabo Sable compartilham características de baías de água salgada e pântanos de água doce entrelaçados.
A água doce dos Everglades cria condições ideais na baía da Flórida para vastos leitos de erva marinha e formações de algas que sustentam a vida animal. Tartarugas-marinhas e peixes-boi-marinhos (Trichechus manatus latirostris) comem a erva, enquanto invertebrados como vermes, amêijoas e outros moluscos consomem algas e plâncton microscópico. Tartarugas-marinhas fêmeas retornam anualmente para nidificar na costa, e peixes-boi passam os meses de inverno nas águas mais quentes da baía. Os índios Calusa [en] usavam conchas de invertebrados marinhos para diversas finalidades, devido à escassez de rochas densas. Conchas de conchas Triplofusus giganteus, búzios Sinistrofulgur [en] e Melongena corona serviam como recipientes, picaretas, martelos, facas e furadores.
Ervas marinhas estabilizam o fundo do mar e protegem a costa da erosão ao absorver energia das ondas. Camarões, lagostas palinurídeas e ouriços-do-mar vivem entre as ervas, alimentando-se de fitoplâncton, que por sua vez sustentam predadores como tubarões, raias, barracudas e cavalinhas (Scomberomorus cavalla). Devido à água rasa e à luz solar abundante, a baía da Flórida abriga recifes de coral e esponjas, embora a maioria dos recifes do estado esteja mais próxima das Florida Keys. Ilhotas dos Everglades que abrigam manguezais também servem como berçários para aves pernaltas, como a garça-azul-grande (Ardea herodias), quase extinta após o furacão do Dia do Trabalho de 1935 (apenas 146 foram contadas depois). Após se recuperar para mais de 2.000, o furacão Donna, em 1960, reduziu seus números em 35 a 40%.
Os padrões do fundo da baía da Flórida são formados por correntes e ventos. Desde 1932, o nível do mar tem subido a uma taxa de 30 cm por século. Embora os manguezais ajudem a construir e estabilizar a costa, o aumento do nível do mar pode superar a capacidade de construção das árvores.

## Biodiversidade
Os ecossistemas dos Everglades são descritos como frágeis e resilientes. Michael Grunwald relatou as impressões dos primeiros visitantes americanos: "Se o Grand Canyon fosse uma pintura de tirar o fôlego, os Everglades seriam um drama complexo, e tudo nele teriam um papel". Estima-se que 11.000 espécies de plantas com sementes e 400 espécies de vertebrados terrestres ou aquáticos vivam nos Everglades, mas pequenas variações nos níveis de água afetam muitos organismos e remodelam formações terrestres. A saúde e produtividade de um ecossistema dependem do número de espécies presentes: a perda de uma espécie enfraquece todo o sistema.
Por exemplo, a ampulária Pomacea paludosa é um molusco de água doce anfíbio. Possui uma brânquia e um pulmão, vivendo em caules de capim-serra em profundidades de até 50 cm. É a principal comida do gavião-caramujeiro (Rostrhamus sociabilis) e do carão (Aramus guarauna), além de guaxinins, lontras e jacarés jovens. Os caramujos depositam ovos em caules de capim-serra a cerca de 15 cm acima da água e não toleram submersão prolongada. Quando os ovos eclodem, os filhotes devem entrar na água rapidamente ou morrer. Se os níveis de água estão muito baixos ou sobem rápido demais durante o desenvolvimento dos ovos, os caramujos não prosperam, afetando os répteis, mamíferos e aves que deles dependem. Na ecologia das dinâmicas tróficas, ou cadeias alimentares, as 174 espécies de invertebrados desempenham um papel vital nos Everglades. Lagostins, insetos, escorpiões e outros invertebrados sustentam uma rede de animais.
Os peixes de água doce são os mais essenciais para o sucesso da vida selvagem dos Everglades. Poucos locais permanecem submersos de um ano para outro, tornando os buracos de jacaré e fendas profundas no calcário vitais para a sobrevivência dos peixes e da comunidade animal. Peixes de água doce são a base da dieta de aves pernaltas, jacarés e lontras, exigindo grandes áreas de água aberta para se reproduzir. Anfíbios jovens também são importantes na cadeia alimentar. Girinos se espalham rapidamente em áreas isoladas onde os peixes não têm tempo ou acesso para se reproduzir em números suficientes para sustentar animais maiores. Centenas de espécies de anfíbios nos Everglades ajudam a sustentar a vida selvagem durante hidroperíodos curtos ou em locais remotos.
Esses animais menores sustentam comunidades de animais maiores, incluindo 70 espécies de aves terrestres que se reproduzem nos Everglades e 120 aves aquáticas, das quais 43 nidificam na área. Muitas dessas aves migram pelas Índias Ocidentais e América do Norte. Dezenas de espécies de mamíferos também prosperam, desde pequenos morcegos e musaranhos até guaxinins, lontras-norte-americanas (Lontra canadensis), gambás-da-Virgínia (Didelphis virginiana) e raposas de tamanho médio. Os maiores incluem o cariacu (Odocoileus virginianus), o urso-negro-da-Flórida e a pantera-da-Flórida.
Embora pequenas mudanças nos níveis de água afetem muitas espécies, o sistema como um todo também cicla e pulsa com cada alteração. Algumas transformações na diversidade de plantas e animais são naturais, causadas por incêndios ou tempestades, enquanto outras são induzidas por humanos, como invasão urbana, introdução de espécies exóticas e aquecimento global rápido. As condições ambientais nos Everglades não favorecem nenhuma espécie em particular.

## Impacto humano

### Desenvolvimento
Pessoas vivem na região dos Everglades há milhares de anos. Nos últimos 100 anos, enretanto, elas alteraram drasticamente a paisagem natural. O assentamento de áreas urbanas no sul da Flórida foi facilitado por grandes projetos de drenagem para criar mais terra. A drenagem muitas vezes foi implementada sem compreensão total das complexidades dos ecossistemas e processos de formação dos Everglades. A área metropolitana do sul da Flórida cresceu exponencialmente, causando problemas nos ecossistemas dos Everglades. Na década de 1990, a queda na qualidade de vida em muitas dessas áreas urbanas foi ligada à degradação ambiental local. O estado da Flórida e o governo dos EUA elaboraram e aprovaram em 2000 um plano para restaurar os Everglades às condições pré-drenagem o máximo possível, sendo o projeto de restauração ambiental mais caro e abrangente da história.

### Espécies invasoras
Os humanos também impactaram negativamente a ecologia dos Everglades ao introduzir numerosas espécies invasoras, que podem predar ou competir com espécies nativas. Um exemplo notável e particularmente danoso é a recente proliferação da píton-birmanesa nos Everglades e em outras partes da Flórida. Observada pela primeira vez na natureza em 1979 e novamente em 1995, seu número aumentou alarmantemente desde 2000. Em 2011, pesquisas em estradas do parque relataram quedas de 87,5%, 94,1%, 98,9% e 99,3% nos avistamentos de linces, cervos, gambás e guaxinins, respectivamente, enquanto coelhos deixaram de ser vistos.

### Mudanças climáticas e aumento do nível do mar
Os manguezais nos Everglades estão ameaçados devido às mudanças climáticas que resultam no aumento do nível do mar.